# گلشن دوایا
گلشن دوایا (انگلیسی: Gulshan Devaiah؛ زادهٔ ۲۸ مهٔ ۱۹۷۸) هنرپیشه اهل هند است.
از فیلم‌ها یا برنامه‌های تلویزیونی که وی در آن نقش داشته‌است می‌توان به شیطان، یک عکس بگیرید، رقص گلوله‌ها: رام و لیلا، کماندو ۳، داستان نفرت، درهم‌تنیده و تبریک گفتن اشاره کرد.
وی همچنین برندهٔ جوایزی همچون جایزه فیلم‌فیر جنوب شده‌است.